# Europees kampioenschap voetbal mannen onder 19 - 2007
Het Europees kampioenschap voetbal mannen onder 19 van 2007 (kortweg: EK voetbal -19) was de 23e editie van het Europees kampioenschap voetbal mannen onder 19 en was bedoeld voor spelers die op of na 1 januari 1988 geboren zijn. Ondanks de leeftijdgrens van 19 jaar mogen ook spelers van 20 jaar meespelen omdat de leeftijdsgrens alleen bij het begin van de kwalificatie voor het EK geldt. Het toernooi werd gespeeld in Oostenrijk en begon op maandag 16 juli en eindigde op vrijdag 27 juli.

## Kwalificatie
| # | Land        | Gekwalificeerd als          | Beste prestatie               |
| - | ----------- | --------------------------- | ----------------------------- |
| 1 | Oostenrijk  | Gastland                    | Halve finale (2003 en 2006)   |
| 2 | Duitsland   | Eliteronde: Winnaar groep 1 | Tweede (2002)                 |
| 3 | Griekenland | Eliteronde: Winnaar groep 2 | Groepsfase (2005)             |
| 4 | Rusland     | Eliteronde: Winnaar groep 3 | Debuut                        |
| 5 | Portugal    | Eliteronde: Winnaar groep 4 | Tweede (2003)                 |
| 6 | Spanje      | Eliteronde: Winnaar groep 5 | Kampioen (2002, 2004 en 2006) |
| 7 | Frankrijk   | Eliteronde: Winnaar groep 6 | Kampioen (2005)               |
| 8 | Servië      | Eliteronde: Winnaar groep 7 | Halve finale (2005)           |

## Stadions
| Linz                             | Steyr                              | · Linz Steyr Pasching Ried im Innkreis | Pasching                      | Ried im Innkreis                         |
| Linzerstadion Capaciteit: 21.005 | Vorwärts-Stadion Capaciteit: 6.000 | · Linz Steyr Pasching Ried im Innkreis | Waldstadion Capaciteit: 7.870 | Fill Metallbau Stadion Capaciteit: 7.680 |
|                                  |                                    | · Linz Steyr Pasching Ried im Innkreis |                               |                                          |

## Scheidsrechters
De UEFA had zes scheidsrechters geselecteerd die zoals gebruikelijk uit de niet-gekwalificeerde landen komen.
- Kevin Blom
- Pavel Královec
- Peter Rasmussen
- Claudio Circhetta
- Cüneyt Çakır
- Oleh Oriekhov

## Groepsfase
Op woensdag 13 juni 2007 was in Linz de loting voor de groepsfase van het toernooi.

#### Groep A
| Pos. | Team        | AW | W | G | V | DV | DT | +/- | Pnt |
| ---- | ----------- | -- | - | - | - | -- | -- | --- | --- |
| 1    | Spanje      | 3  | 1 | 2 | 0 | 3  | 1  | +2  | 5   |
| 2    | Griekenland | 3  | 1 | 2 | 0 | 2  | 1  | +1  | 5   |
| 3    | Portugal    | 3  | 1 | 1 | 1 | 3  | 2  | +1  | 4   |
| 4    | Oostenrijk  | 3  | 0 | 1 | 2 | 1  | 5  | –4  | 1   |

|                          |               |     |          |                                                         |
| 16 juli 2007 17:15 (CET) | Griekenland   | 1–0 | Portugal | Linzerstadion, Linz Scheidsrechter: Oleh Oriekhov (UKR) |
| 16 juli 2007 17:15 (CET) | Mitroglou 52' |     |          | Linzerstadion, Linz Scheidsrechter: Oleh Oriekhov (UKR) |

|                          |            |                           |        |                                                      |
| 16 juli 2007 20:00 (CET) | Oostenrijk | 0–2                       | Spanje | Linzerstadion, Linz Scheidsrechter: Kevin Blom (NED) |
| 16 juli 2007 20:00 (CET) |            | 52' Azpilicueta 55' Aarón |        | Linzerstadion, Linz Scheidsrechter: Kevin Blom (NED) |

|                          |                  |     |             |                                                            |
| 18 juli 2007 18:00 (CET) | Spanje           | 1–1 | Portugal    | Vorwärts-Stadion, Steyr Scheidsrechter: Cüneyt Çakır (TUR) |
| 18 juli 2007 18:00 (CET) | Aarón 54' (pen.) |     | 71' Carriço | Vorwärts-Stadion, Steyr Scheidsrechter: Cüneyt Çakır (TUR) |

|                          |                     |     |               |                                                               |
| 18 juli 2007 20:00 (CET) | Oostenrijk          | 1–1 | Griekenland   | Waldstadion, Pasching Scheidsrechter: Claudio Circhetta (SUI) |
| 18 juli 2007 20:00 (CET) | Beichler 61' (pen.) |     | 15' Mitroglou | Waldstadion, Pasching Scheidsrechter: Claudio Circhetta (SUI) |

|                          |        |     |             |                                                           |
| 21 juli 2007 18:00 (CET) | Spanje | 0–0 | Griekenland | Linzerstadion, Linz Scheidsrechter: Peter Rasmussen (DEN) |
| 21 juli 2007 18:00 (CET) |        |     |             | Linzerstadion, Linz Scheidsrechter: Peter Rasmussen (DEN) |

|                          |                      |     |            |                                                                   |
| 21 juli 2007 18:00 (CET) | Portugal             | 2–0 | Oostenrijk | Fill Metallbau Stadion, Ried Scheidsrechter: Pavel Královec (CZE) |
| 21 juli 2007 18:00 (CET) | Bura 51' Carriço 70' |     |            | Fill Metallbau Stadion, Ried Scheidsrechter: Pavel Královec (CZE) |

#### Groep B
| Pos. | Team      | AW | W | G | V | DV | DT | +/- | Pnt |
| ---- | --------- | -- | - | - | - | -- | -- | --- | --- |
| 1    | Duitsland | 3  | 2 | 1 | 0 | 7  | 5  | +2  | 7   |
| 2    | Frankrijk | 3  | 1 | 2 | 0 | 6  | 3  | +3  | 5   |
| 3    | Servië    | 3  | 1 | 0 | 2 | 10 | 10 | 0   | 3   |
| 4    | Rusland   | 3  | 0 | 1 | 2 | 4  | 9  | –5  | 1   |

|                          |                                                      |     |                                     |                                                                 |
| 16 juli 2007 18:00 (CET) | Frankrijk                                            | 5–2 | Servië                              | Fill Metallbau Stadion, Ried Scheidsrechter: Cüneyt Çakır (TUR) |
| 16 juli 2007 18:00 (CET) | Monnet-Paquet 37', 44', 76' Martin 51', 90+2' (pen.) |     | 23' (pen.) Sulejmani 35' Marjanović | Fill Metallbau Stadion, Ried Scheidsrechter: Cüneyt Çakır (TUR) |

|                           |                                 |     |                    |                                                               |
| [16 juli 2007 18:00 (CET) | Duitsland                       | 3–2 | Rusland            | Vorwärts-Stadion, Steyr Scheidsrechter: Peter Rasmussen (DEN) |
| [16 juli 2007 18:00 (CET) | Peterson 11' Özil 14' Kruse 66' |     | 58', 90+2' Dzjoeba | Vorwärts-Stadion, Steyr Scheidsrechter: Peter Rasmussen (DEN) |

|                          |                                |     |                                                                     |                                                            |
| 18 juli 2007 17:15 (CET) | Rusland                        | 2–6 | Servië                                                              | Waldstadion, Pasching Scheidsrechter: Pavel Královec (CZE) |
| 18 juli 2007 17:15 (CET) | Dyadyun 42' Karišik 60' (e.d.) |     | 11' Marjanović 24' Bosančić 47', 57' Tadić 80', 88' Nen. Marinković | Waldstadion, Pasching Scheidsrechter: Pavel Královec (CZE) |

|                          |           |     |            |                                                                  |
| 18 juli 2007 20:00 (CET) | Duitsland | 1–1 | Frankrijk  | Fill Metallbau Stadion, Ried Scheidsrechter: Oleh Oriekhov (UKR) |
| 18 juli 2007 20:00 (CET) | Özil 5'   |     | 72' Baysse | Fill Metallbau Stadion, Ried Scheidsrechter: Oleh Oriekhov (UKR) |

|                          |                                |     |                                    |                                                               |
| 21 juli 2007 20:00 (CET) | Duitsland                      | 3–2 | Servië                             | Waldstadion, Pasching Scheidsrechter: Claudio Circhetta (SUI) |
| 21 juli 2007 20:00 (CET) | Bosančić 2' Feick 90+2' (e.d.) |     | 53' Ben-Hatira 84' Kruse 90+3' Sam | Waldstadion, Pasching Scheidsrechter: Claudio Circhetta (SUI) |

|                          |         |     |           |                                                          |
| 21 juli 2007 20:00 (CET) | Rusland | 0–0 | Frankrijk | Vorwärts-Stadion, Steyr Scheidsrechter: Kevin Blom (NED) |
| 21 juli 2007 20:00 (CET) |         |     |           | Vorwärts-Stadion, Steyr Scheidsrechter: Kevin Blom (NED) |

## Knock-outfase
|  | halve finale       | halve finale    |  |             | finale         | finale         |
|  |                    |                 |  |             |                |                |
|  | 24 juli – Pasching |                 |  |             |                |                |
|  | Spanje             | 0 (4)           |  |             |                |                |
|  | Frankrijk          | 0 (2)           |  |             | 27 juli – Linz | 27 juli – Linz |
|  |                    |                 |  |             | Spanje         | 1              |
|  | 24 juli – Steyr    | 24 juli – Steyr |  | Griekenland | 0              |                |
|  | Duitsland          | 2               |  |             |                |                |
|  | Griekenland        | 3               |  |             |                |                |

### Halve finale
|                          |                            |     |                                          |                                                        |
| 24 juli 2007 17:30 (CET) | Duitsland                  | 2–3 | Griekenland                              | Vorwärts-Stadion, Steyr Toeschouwers: Kevin Blom (NED) |
| 24 juli 2007 17:30 (CET) | Ben-Hatira 25', 65' (pen.) |     | 40' Ninis 58' Mitroglou 90' Lampropoulos | Vorwärts-Stadion, Steyr Toeschouwers: Kevin Blom (NED) |

|                          |                                 |            |                                    |                                                            |
| 24 juli 2007 20:30 (CET) | Spanje                          | 0–0 (n.v.) | Frankrijk                          | Waldstadion, Pasching Scheidsrechter: Pavel Královec (CZE) |
| 24 juli 2007 20:30 (CET) |                                 |            |                                    | Waldstadion, Pasching Scheidsrechter: Pavel Královec (CZE) |
| 24 juli 2007 20:30 (CET) | Strafschoppen                   |            |                                    | Waldstadion, Pasching Scheidsrechter: Pavel Královec (CZE) |
| 24 juli 2007 20:30 (CET) | Aarón Martínez Cantero San José | 4–2        | Plessis N'Goyi Monnet-Paquet Othon | Waldstadion, Pasching Scheidsrechter: Pavel Královec (CZE) |

### Finale
|                          |             |            |        |                                                             |
| 27 juli 2007 20:30 (CET) | Griekenland | 0–1        | Spanje | Linzerstadion, Linz Scheidsrechter: Claudio Circhetta (CZE) |
| 27 juli 2007 20:30 (CET) |             | 38' Parejo |        | Linzerstadion, Linz Scheidsrechter: Claudio Circhetta (CZE) |

## Organisatie
De organisatie ontving in 2007 een subsidie van € 50.000 vanuit de federale overheid van Oostenrijk, in het kader van een subsidieregeling voor grote sportevenementen.